# Issam Benbouabdellah
Issam Benbouabdellah, né le 11 mars 1997 à Casablanca, est un footballeur marocain évoluant au poste de latéral gauche au HUS Agadir.

## Biographie

### En club
Issam Benbouabdellah est formé et débute le football professionnel en D2 marocaine au Renaissance Zemamra.
Le 12 novembre 2020, il s'engage au Rapide Oued Zem pour une saison. Le 5 décembre 2020, il dispute son premier match avec le club face au Mouloudia d'Oujda (match nul, 1-1). Il termine la saison à la treizième place du classement du championnat.
Le 17 août 2021, il s'engage pour deux saisons au Hassania d'Agadir. Le 11 septembre 2021, il dispute son premier match avec le club face au Rapide Oued Zem (victoire, 1-0). Il termine la saison à la douzième place du championnat.